# Super Monkey Ball (серия игр)
Super Monkey Ball (яп. スーパーモンキーボール Су:па: Монки: Бо:ру) — серия игр в жанрах party game, головоломка, экшен и платформер.

## Геймплей
В прозрачных мячах сидят четыре обезьяны. Игроку необходимо дойти до цели через платформы, составляющие весь уровень — так называемый «пол» (кроме игр Super Monkey Ball Adventure и Super Monkey Ball 2). При движении игрока запускается таймер: на всё даётся шестьдесят или тридцать секунд. По пути можно собирать бананы, чтобы получать дополнительные очки или жизнь. Первоначально управлять персонажем нужно было управлять геймпадом, но позже некоторые игры серии используют контроллеры, имитирующие движение, например Wii Remote или iPad.

## Список игр
Ниже приведены игры и платформа, на которой вышла игра.
- Monkey Ball (аркадный автомат)
- Super Monkey Ball (GameCube и N-Gage)
- Super Monkey Ball 2 (GameCube)
- Super Monkey Ball 3 (отменена)
- Super Monkey Ball Deluxe (PlayStation 2 и Xbox)
- Super Monkey Ball Jr. (Game Boy Advance)
- Super Monkey Ball Touch & Roll (Nintendo DS)
- Super Monkey Ball Adventure (PlayStation 2, GameCube, PlayStation Portable)
- Super Monkey Ball: Banana Blitz (Wii)
- Super Monkey Ball (iPhone)
- Super Monkey Ball 2 (iPhone)
- Super Monkey Ball: Tip 'n Tilt (мобильный телефон)
- Super Monkey Ball: Tip 'n Tilt 2 (мобильный телефон)
- Super Monkey Ball 2: Sakura Edition (iOS, Android)
- Super Monkey Ball: Step & Roll (Wii)
- Super Monkey Ball 3D (Nintendo 3DS)
- Super Monkey Ball: Banana Splitz (PlayStation Vita)
- Super Monkey Ball Bounce (iOS, Android)
- Super Monkey Ball: Banana Blitz HD (Windows, PlayStation 4, Xbox One, Nintendo Switch)
- Super Monkey Ball Banana Mania (Windows, PlayStation 4, PlayStation 5, Xbox One, Xbox Series X/S, Nintendo Switch)
- Super Monkey Ball Banana Rumble (Nintendo Switch)

Персонажи Super Monkey Ball также появляются в следующих играх:
- Sega Superstars (PlayStation 2) — присутствует мини-игра с участием персонажей из серии Super Monkey Ball.
- Sonic Riders (GameCube, PlayStation 2, Xbox, Windows) — Айай появляется в качестве разблокируемого персонажа; часть трассы «SEGA Carnival» посвящена Super Monkey Ball.
- Sega All-Stars Racing (Xbox 360, PlayStation 3, Wii, Nintendo DS, Windows, мобильный телефон, аркадный автомат, iOS) — Айай появляется в качестве игрового персонажа; присутствует несколько трасс по мотивам Super Monkey Ball.
- Sonic & All-Stars Racing Transformed (Xbox 360, PlayStation 3, Wii U, Windows, Nintendo 3DS, PlayStation Vita) — Айай и Мими появляются в качестве игровых персонажей; присутствует трасса по мотивам Super Monkey Ball.

## Персонажи
Игровыми персонажи были за всю серию: Айай, Мими, Малыш, Гонгон (не является игровым в Monkey Ball), Янян, Доктор, Джам и Джет. Айай — игровой персонаж в играх Sonic Riders, Sega Superstars Tennis (в ней также открывается Мими), Sonic & Sega All-Stars Racing и Sonic & All-Stars Racing Transformed.